# Prallluftschiff

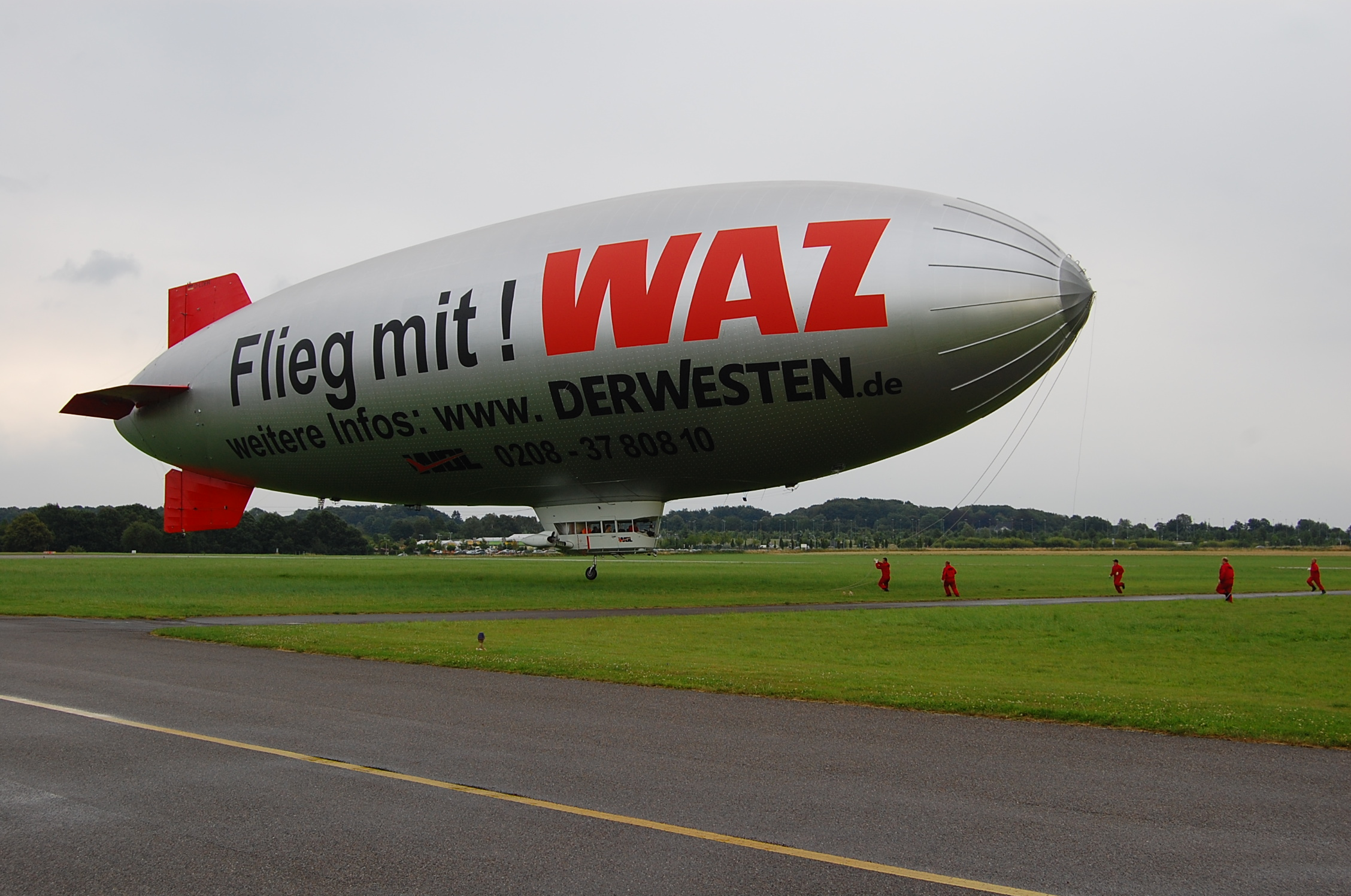
Prallluftschiff der WDL am Verkehrslandeplatz Essen/Mülheim

Prallluftschiffe, auch Blimps genannt, sind Luftschiffe ohne starres inneres Gerüst. Die Luftschiffhülle ist dabei der Behälter für das Traggas sowie das tragende System zugleich; darin ähneln sie Ballonen. Prallluftschiffe erhalten ihre aerodynamische Form durch die Form der Hülle und den Innendruck, der größer als der Außendruck ist.
Prallluftschiffe sind zu unterscheiden von heute unüblichen Starrluftschiffen, deren Form durch ein starres Innenskelett aufrechterhalten wird, sowie von halbstarren Luftschiffen, die zumeist mit einem festen Kiel oder einem Teilgerüst konstruiert sind.
Der größte Hersteller von Prallluftschiffen ist bis heute Goodyear. Umgangssprachlich werden sämtliche Luftschiffe im Deutschen häufig auch als „Zeppeline“ bezeichnet; die Luftschiffbau Zeppelin stellte jedoch ausschließlich Starrluftschiffe her. 

## Technik

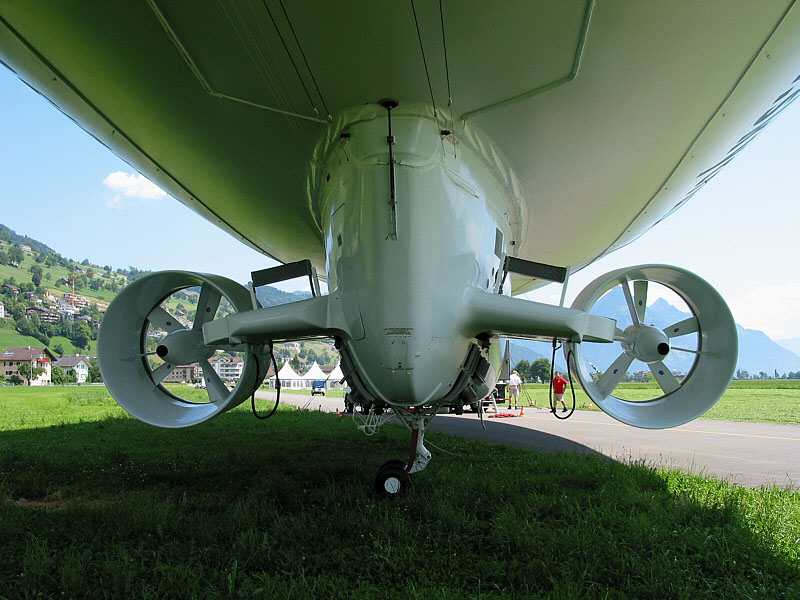
Über die Lufthutzen hinter den Propellern werden die Ballonetts aufgeblasen

Bei Prallluftschiffen wird eine Volumenänderung innerhalb der Luftschiffhülle, welche sich durch Luftdruckschwankungen bzw. Temperaturänderungen des Traggases ergeben kann, durch Ballonetts ausgeglichen. Diese sorgen dafür, dass in der Hülle immer ein kleiner Überdruck zum äußeren Luftdruck herrscht. Hierdurch bleibt der Auftriebskörper stets prall; die Form und die Spannung der Luftschiffhülle bleiben gleich. Die Technologie und der Einsatz von Ballonetts sind für Prallluftschiffe existenziell, weil die Hülle ihr zentrales Trägersystem ist. Bei einem Erschlaffen der Hülle würde die Steuerbarkeit des Luftschiffes verloren gehen oder stark eingeschränkt sein. Zum Aufblasen der Ballonetts wird meist ein Teil des vom Antriebspropeller erzeugten Luftstroms genutzt.
Die Lasteinleitung der Gondel erfolgt über Anschlussstellen direkt an der Luftschiffhülle. Ähnlich werden auch die Leitwerksflossen befestigt, welche zudem keine starre Verbindung zur Gondel aufweisen. Die Motoren sind meist direkt an oder in der Gondel untergebracht. Einige (bei Weitem nicht alle) Modelle können die Propeller zum Manövrieren schwenken.
Als Traggas wird heutzutage Helium verwendet. Bis in die 1960er Jahre wurde auch Wasserstoff verwendet.
Prallluftschiffe sind die am häufigsten gebauten Luftschiffe, weil sie relativ einfach herzustellen sind und nach Ablassen des Traggases leicht transportiert werden können. Ihrer Größe sind durch die nicht stabile Hülle Grenzen gesetzt. Bewährt haben sich Prallluftschiffe bis zu einer Größenordnung von 20.000 m³ Volumen. Bei weiterer Vergrößerung und zu langem Auftriebskörper drohen diese Luftschiffe bei nicht ausreichendem Innendruck in der Mitte einzuknicken. Als Alternative gelten daher Kielluftschiffe oder Starrluftschiffe. Prallluftschiffe werden in der zivilen Luftfahrt und beim Militär für vielfältige Aufgaben eingesetzt.

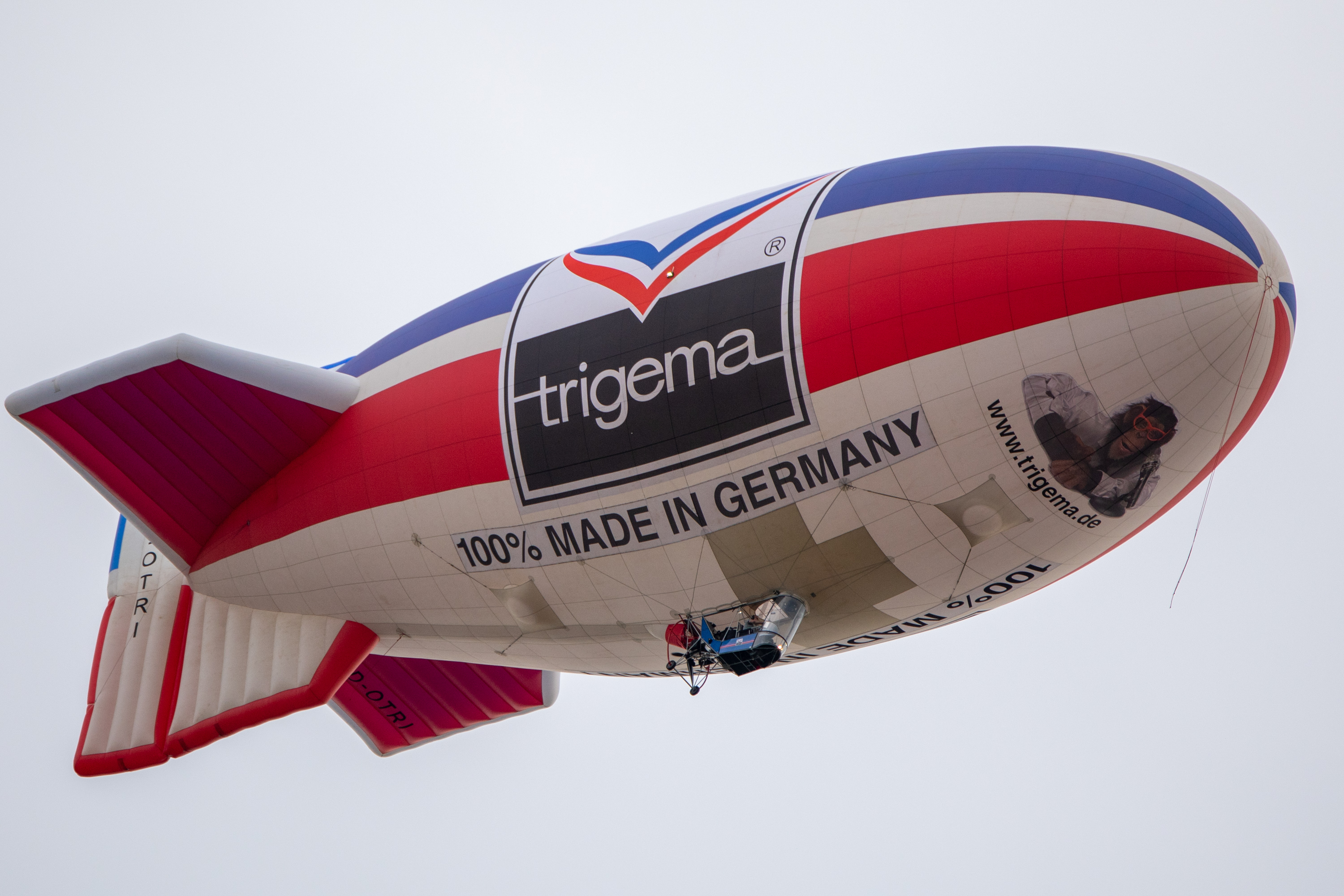
Heißluft-Luftschiff mit Werbung der Firma Trigema

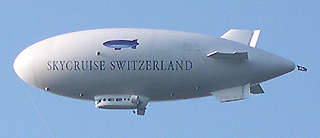
Ein Prallluftschiff als Touristenattraktion über Luzern

Moderne Prallluftschiffe starten im Gegensatz zu den historischen Exemplaren in der Regel mit etwas „Übergewicht“. Die fehlende Auftriebskraft wird dabei durch etwas Anlauf und Heben der Bugspitze beim Start mit Motorenkraft erzeugt. Das nur leichte Übergewicht macht zum einen den Abwurf von Ballast beim Start überflüssig, zum anderen braucht für die Landung kein teures Traggas aus der Hülle emittiert werden. Die Schiffe können bei längeren Fahrten, wenn sie viel Treibstoff verbraucht haben, auch leichter als Luft werden.
Eine Sonderform der Prallluftschiffe sind Heißluft-Luftschiffe. Sie erhalten ihren Auftrieb ebenso wie Heißluftballone durch den Dichteunterschied von heißer und kalter Luft. In ihrer Bauform und ihren Einsatzmöglichkeiten sind sie kleiner und beschränkter als Gas-Luftschiffe, jedoch bedeutend wirtschaftlicher zu betreiben.
Eine in der Luftschiffindustrie recht neue Sparte sind kleine, unbemannte Prallluftschiffe, die neben Werbe- und Luftbildeinsätzen auch als Relaisstationen für Funkübertragungen eingesetzt werden. Hier wurden sowohl ferngelenkte, als auch autonom fahrende Systeme entwickelt und es sind erste Systeme erfolgreich unter Alltagsbedingungen gefahren und erprobt worden.

## Geschichte
Das erste Prallluftschiff wurde 1852 von Henri Giffard gebaut und von einer Dampfmaschine angetrieben.
Als Urahn moderner Prallluftschiffe gilt die „Pilgrim“, sie wurde 1925 von Goodyear gebaut und wies bereits die meisten noch heute üblichen Konstruktionsmerkmale auf.
ZMC-2 war ein 1929 gebautes Ganzmetall-Luftschiff. Die Hülle bestand aus vernietetem 0,24 mm dickem Duraluminiumblech. Es wurde als Prallluftschiff klassifiziert, da zum Erhalt der äußeren Form ein Überdruck im Inneren des Auftriebskörpers notwendig war. Trotz des innovativen und vielversprechenden Konzepts wurde nur ein einziger Prototyp gebaut.
Die amerikanischen ZPG-3W-Luftschiffe waren bis heute (Stand 2005) die größten Prallluftschiffe der Welt. Vier dieser Luftschiffe wurden gebaut. Sie wurden von der US-Marine zur Luftraumüberwachung eingesetzt; in der Hülle befand sich eine große Radar-Anlage. Ihr Volumen betrug fast 43.000 Kubikmeter, bei einer Länge von etwa 123 m. Sie waren von 1958 bis zum Ende des US-Marine-Luftschiffprogramms im Jahr 1962 im Einsatz.

## Prallluftschiffe (Auswahl)
- einige Luftschiffe von August von Parseval, siehe unter: Liste der Parseval-Luftschiffe Ende des 19., Anfang des 20. Jahrhunderts.
- das deutsche Luftschiff Erbslöh 1909/10
- Coastal-Class-Luftschiff: britischer Typ z. Z. des Ersten Weltkrieges
- Luftschiffe im Dienst der US-Marine zur Luftraumüberwachung und U-Boot-Abwehr
- SkyShip 500: auch bekannt aus dem „James Bond“-Film „Im Angesicht des Todes“ von 1985

- WDL Luftschiffgesellschaft: Werbeluftschiffe und Rundfahrten vom Verkehrslandeplatz Essen/Mülheim
- Goodyear: die wohl berühmtesten Werbeblimps
- The Lightship Group: hauptsächlich Werbeluftschiffe der American Blimp Corporation
- Voliris: französischer Luftschiffanbieter (gegründet 1999)
- White Dwarf: muskelkraftbetriebenes Luftschiff (~1985)
- Aeros Corporation: US-amerikanischer Hersteller kleinerer Prallluftschiffe
- MA-1 Ardath: Australien, Ende der 1970er
- Heißluft-Luftschiffe z. B. der deutschen GEFA-Flug
- AT-10: der britischen Advanced Technologies Group
- Aerosphere: Das kugelrunde Schiff stellte am 12. Juni 2003 einen FAI-Höhenweltrekord auf.
- Hua Jiao: chinesische Luftschiffe (Zulassung Ende 2004)

## Die Bezeichnung „Blimp“

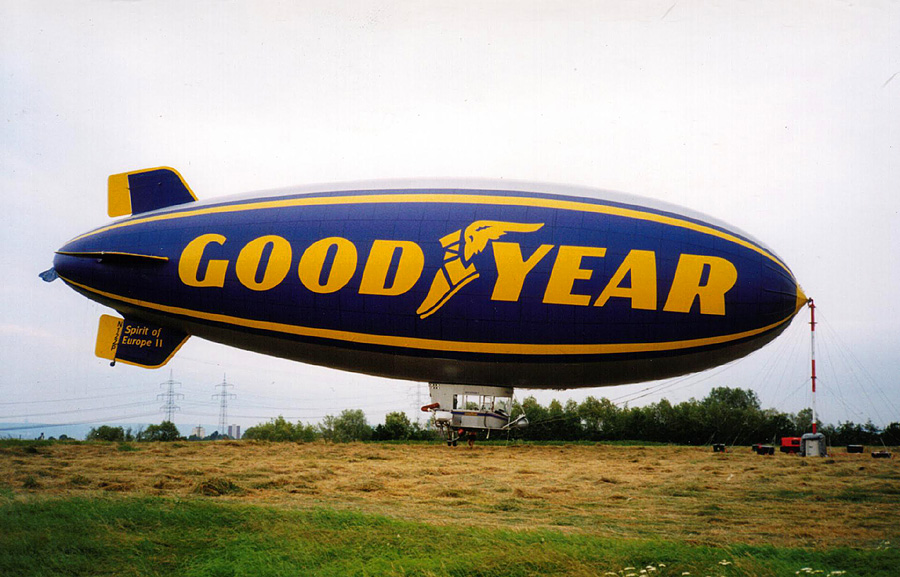
Blimp

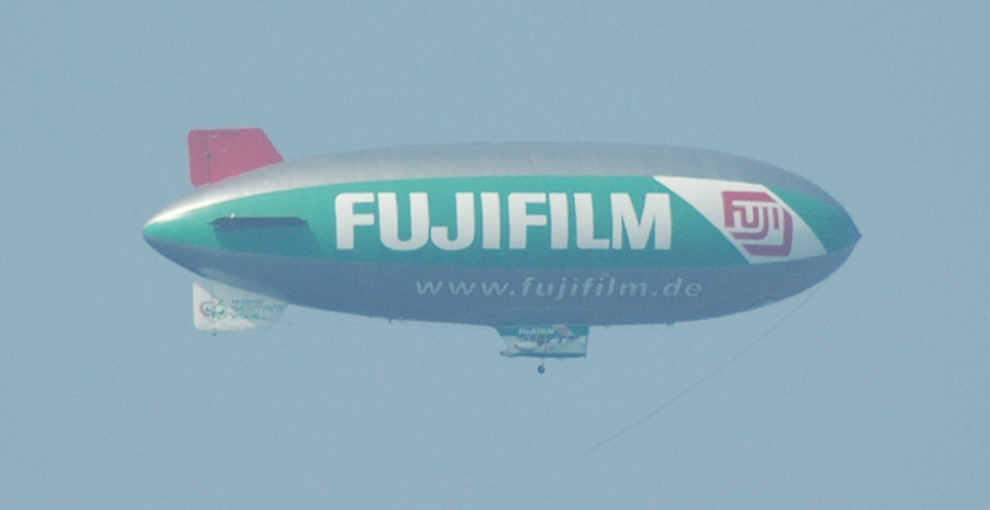
WDL-Fujifilm-Blimp

Die etymologische Herkunft des Ausdruckes Blimp liegt im Dunkeln. Es sind verschiedene Theorien bekannt, die zum Teil vielleicht eher der Volksetymologie zuzurechnen sind:
- Gewöhnlich wird die Bezeichnung dem britischen Offizier Lt. Alexander Duncan Cunningham zugeschrieben und soll lautmalerisch das Geräusch beschreiben, das entsteht, wenn man die pralle Hülle mit den Fingern antippt. Diese Version wird auch vom traditionsreichen Luftschiffhersteller Goodyear angegeben.
- Der britische Pilot Horace Shortt soll es von dem englischen Adjektiv limp (schlaff, biegsam) abgeleitet haben. limp bag bedeutet sinngemäß schlaffer Sack, verballhornt ergibt sich daraus bag limp.
- Ein britisches Luftschiff-Handbuch soll definiert haben:

There are two types of airships: a) rigid, b) limp
[Es gibt zwei Typen von Luftschiffen: a) starr, b) schlaff]
Der Begriff Blimp entstand demnach durch scherzhafte Zusammenziehung von „b) limp“ zu „blimp“. Eine analoge, oft gehörte Erklärung, die behauptet, das amerikanische Militär habe seine Luftschiffe in „type A – rigid“ und „type B – limp“ eingeteilt, kann dagegen durch die der Einteilung in A- und B-Typen vorausgehende Verwendung des Begriffs Blimp in einer englischen Publikation im Jahr 1916 als widerlegt betrachtet werden.
- der Karikaturist Sir David Low (1891–1963) schuf die fiktive Figur des stockkonservativen Colonel Blimp. Dessen beleibter Körper ähnelte der Form eines Luftschiffes. Sein Schnauzbart ähnelte dem von Ferdinand von Zeppelin, der in der Zwischenkriegszeit in Großbritannien sehr bekannt war.